# التأكيد (فلم)
التأكيد أو ذا كونفيرميشن (بالإنجليزية: The Confirmation)؛ هو فيلم دراما كندي صدر عام 2016، اسندت أدوار البطولة فيه إلى جايدن مارتيل، كلايف أوين، ماريا بيلو. وكُتب وأُخرج من قبل بوب نيلسون.

## القصة
في إطار من الكوميديا والدراما، يقضي والت الأب المنفصل عن زوجته وابنه أنتوني البالغ من العمر ثماني سنوات عطلة نهاية أسبوع متوقعة إلى حد ما معًا، وتحولت العطلة إلى رحلة بحث عن أدوات والت المسروقة.

## طاقم التمثيل
- كلايف أوين بدور والت.
- جايدن مارتيل بدور أنتوني.
- ماريا بيلو بدور بوني.
- روبرت فوريستر بدور أوتو.
- تيم بليك نيلسون بدور ڤون.
- باتن أوزوالت بدور دريك.
- ماثيو مودين بدور كايل.
- سبينسر دريفر بدور ألين.

## الإنتاج
كاتب السيناريو بوب نيلسون (الذي عمل سابقًا على كتابة سيناريو فيلم نبراسكا (2013) من إخراج ألكسندر باين) قد ذكر العمل لأول مرة في مقابلة مع وول ستريت جورنال في فبراير 2014، حيث ذكر أنه أكمل سيناريو الفيلم.
بدأ تصوير الفيلم في 11 نوفمبر 2014 في فانكوفر، بريتش كولومبيا.
في 18 نوفمبر 2014 تم الإعلان عن أن كلايف أوين جايدن مارتيل وماريا بيلو تم اختيارهم في الفيلم، إلى جانب روبرت فورستر وتيم بليك نيلسون وباتون أوزوالت وماثيو مودين.
في سبتمبر 2015، كشفت شركة سابان فيلمز أنها حصلت على حقوق التوزيع لإصدار أمريكا الشمالية.

## السيناريو
يقول نيلسون «اعتقدت أنه سيكون من المضحك أن تأخذ صبيًا مهذب جدًا ولا يخطئ أبدًا وجعله يخالف كل وصية تقريبًا في يوم واحد. هذا النوع أعطاني أساسًا للبدء أيضًا، عندما كنت أملأ دفتر الملاحظات».
المشهد الذي يمنع فيه أنتوني والده من الحصول على الكحول تم إقتباسه من تجربة بوب نيلسون الخاصة.
يستند مخطط القصة على الفيلم الإيطالي الكلاسيكي سارق الدراجة، التي قام بإخراجه فيتوريو دي سيكا.

## الإصدار
عرض فيلم ذا كونفيرميشن لأول مرة في 18 مارس 2016 كإصدار محدود في بعض الصالات المختارة في الولايات المتحدة وعلى آيتونز.

## وصلات خارجية
- التأكيد على موقع IMDb (الإنجليزية)
- التأكيد على موقع ميتاكريتيك (الإنجليزية)
- التأكيد على موقع روتن توميتوز (الإنجليزية)
- التأكيد على موقع ألو سيني (الفرنسية)
- التأكيد على موقع Turner Classic Movies (الإنجليزية)
- التأكيد على موقع أول موفي (الإنجليزية)
- التأكيد على موقع قاعدة بيانات الفيلم (الإنجليزية)
- التأكيد على موقع ليتربوكسد (الإنجليزية)
- التأكيد على موقع كينوبويسك (الروسية)